# Jenő
Jenő ist ein ungarischer männlicher Vorname, abgeleitet von dem Namen eines historischen ungarischen Stammes und seit dem 19. Jahrhundert als ungarische Form des Vornamens Eugen auftretend. Eine Verkleinerungsform des Namens ist Jenci. Außerhalb des ungarischen Sprachraums kommt gelegentlich die Schreibweise Jenö vor.

## Namensträger

### Form Jenő
- Jenő Ábel (1858–1889), ungarischer Schriftsteller und klassischer Philologe
- Jenő Barcsay (1900–1988), ungarischer Maler, Grafiker und Zeichner
- Jenő Bódi (* 1963), ungarischer Ringer
- Jenő Brandi (1913–1980), ungarischer Wasserballspieler
- Jenő Buzánszky (1925–2015), ungarischer Fußballspieler
- Jenő Csaknády (1924–2001), ungarischer Fußballtrainer und Buchautor
- Jenő Dalnoki (1932–2006), ungarischer Fußballspieler
- Jenő Dulovits (1903–1972), ungarischer Lichtbildner und Filmkameramann
- Jenő Elefánt (1897/99–1944/45), siebenbürgischer Maler der Klassischen Moderne
- Jenő Fitz (1921–2011), ungarischer Archäologe, Historiker und Numismatiker
- Jenő Fock (1916–2001), ungarischer kommunistischer Politiker
- Jenő Fuchs (1882–1955), ungarischer Fechter
- Jenő Gaál (1900–1980), ungarischer Komponist klassischer Musik
- Jenő Gergely (1944–2009), ungarischer Historiker
- Jenő Hubay (1858–1937), ungarischer Violinist und Komponist
- Jenő Huszka (1875–1960), ungarischer Komponist
- Jenő Jandó (1952–2023), ungarischer Pianist
- Jenő Janovics (1872–1945), ungarischer Filmpionier
- Jenő Kalmár (1908–1990), ungarischer Fußballspieler und -trainer
- Jenő Károly (1886–1926), ungarischer Fußballspieler und -trainer
- Jenő Konrád (1894–1978), ungarischer Fußballspieler und -trainer
- Jenő Krúdy (1860–1942), ungarischer Mediziner und Amateurastronom
- Jenő Landler (1875–1928), ungarischer kommunistischer Politiker
- Jenő László (1878–1919), ungarischer Anwalt, Revolutionär und Politiker
- Jenő Pozsony (1885–1936), siebenbürgischer Maler
- Jenő Rejtő (1905–1943), ungarischer Schriftsteller
- Jenő Takács (1902–2005), ungarisch-österreichischer Komponist und Pianist
- Jenő Vécsey (1909–1966), ungarischer Komponist
- Jenő Vincze (1908–1988), ungarischer Fußballspieler und -trainer
- Jenő Zsigmondy (1889–1930), ungarischer Tennisspieler

### Form Jenö
- Jenö Bango (* 1934), ungarisch-deutscher Soziologe
- Jenö von Egan-Krieger (1886–1965), deutscher Offizier und Politiker (DNVP)
- Jenö Eisenberger (1922–2016), ungarisch-österreichischer Unternehmer und Kunstsammler
- Jenö Marton (1905–1958), ungarisch-schweizerischer Schriftsteller
- Jenö Staehelin (* 1940), Schweizer Diplomat

## Sonstiges
- Jenő (Ungarn), Gemeinde im ungarischen Komitat Fejér